# Diluvicursor pickeringi
Diluvicursor pickeringi  es la única especie conocida del género extinto Diluvicursor ("corredor del diluvio") de dinosaurio ornitópodo el cual vivió durante la época del Albiense a mediado del periodo Cretácico, hace aproximadamente 113 millones de años, en lo que es hoy Australia.

## Descripción
Este animal alcanzaba aproximadamente 2.3 metros de longitud. El individuo holotipo, el cual se considera que es un juvenil subadulto, mediría unos 1.2 metros de longitud, usando las proporciones de Hypsilophodon para llenar las áreas desconocidas. Se señaló sin embargo, que la cola se preservó de manera enroscada, lo cual hace que la longitud exacta de la cola sea incierta. Basándose en la vértebra caudal aislada referida a este animal, los adultos habrían llegado a medir al menos 2.3 metros de longitud. El tamaño es comparable con el de un ñandú. Se desconoce si este es el tamaño máximo. La longitud del holotipo indica un peso de sólo unos pocos kilogramos, sin embargo, los descriptores no quisieron arriesgar una estimación exacta porque falta el fémur, el hueso de cuya circunferencia a menudo se extrapola el peso corporal.

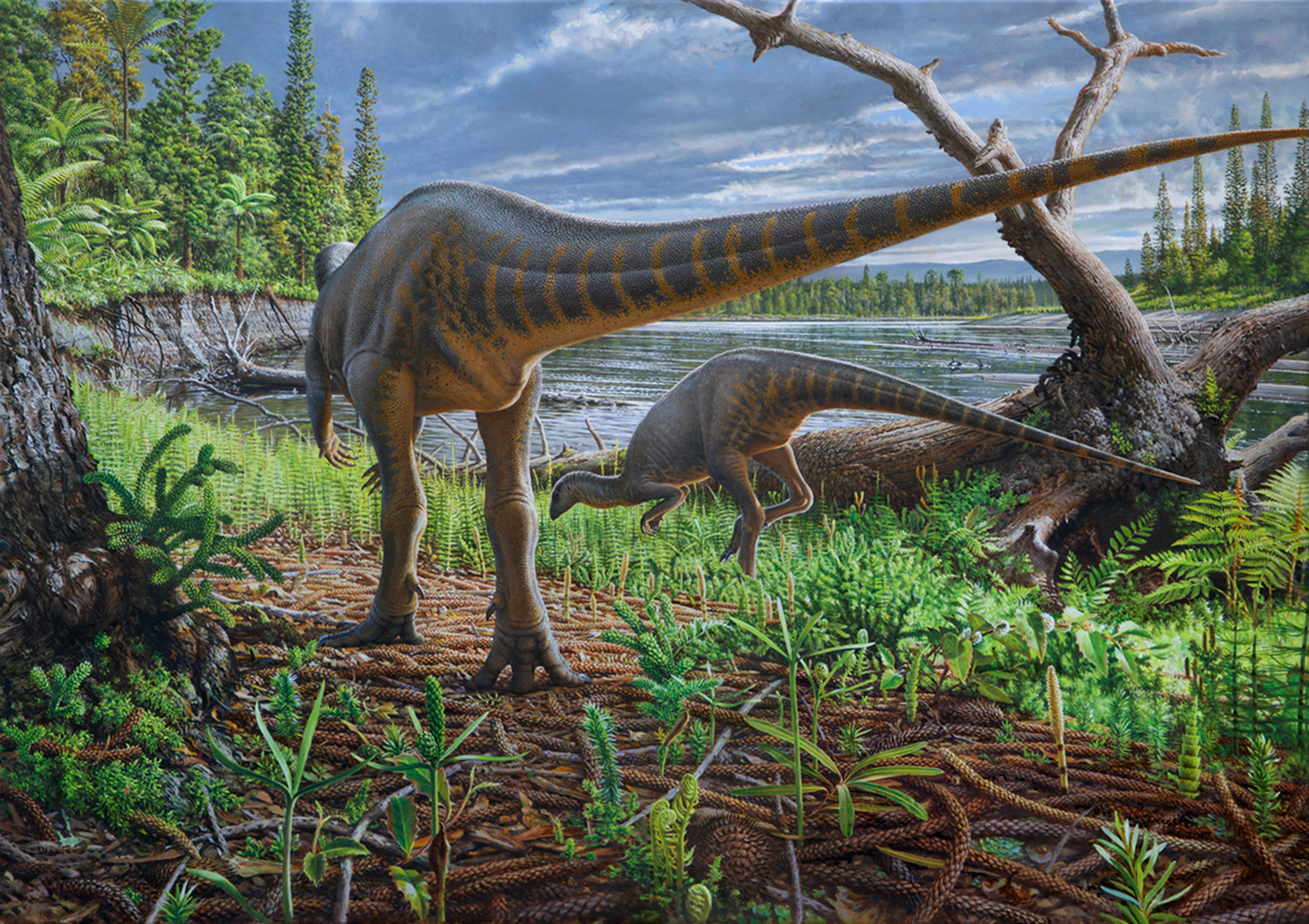
Reconstrucción artística de Diluvicursor en su ambiente.

Los descriptores lograron establecer varios rasgos distintivos, incluyendo diez autoapomorfias, o rasgos derivados únicos. En la tercera vértebra de la cola, el arco vertebral es bajo, no más alto que el cuerpo vertebral. En las vértebras de la cola de la tercera a la sexta, las puntas espinosas son bajas, no más altas que su ancho de adelante hacia atrás. En la vértebra de la cola de la tercera a la quinta, las proyecciones de la articulación anterior se encuentran horizontalmente en la base del arco vertebral, adyacente al canal espinal. En la vértebra anterior de la cola, una proyección abultada se encuentra en la cresta entre el cuerpo y la proyección de la articulación anterior. En la parte posterior de las vértebras de la cola, la parte verticalmente más estrecha del cuerpo vertebral está notablemente muy atrás y está ahuecada por un canal. Todas las vértebras de la cola de la cola están talladas a través de un surco profundo para el contacto con los cheurones. En las vértebras de la cola trasera, una protuberancia triangular sobresale en una muesca en forma de V en el borde trasero de la vértebra delantera. En las vértebras proximales de la cola, las nervaduras de la cola o las protuberancias laterales son muy anchas, igual al 85% de la altura total de las vértebras, incluido el galón. El tarso inferior externo está ahuecado en la parte delantera por un canal para el contacto con el hueso del talón. La primera falange del cuarto dedo del pie es fuertemente asimétrica desde arriba, cuando se piensa que la falange es plana en el suelo, en el sentido de que el ahuecamiento del plano de la articulación superior sobresale fuertemente hacia el centro, el lado del cuerpo, mientras que el lado externo sobresale, mirando hacia afuera del cuerpo, es recto. En las vértebras de la cola delantera, las nervaduras de la cola o las protuberancias laterales son muy anchas, igual al 85% de la altura total de las vértebras, incluido el galón. El tarso inferior externo está ahuecado en la parte delantera por un canal para el contacto con el hueso del talón. La primera falange del cuarto dedo del pie es fuertemente asimétrica desde arriba, cuando se piensa que la falange es plana en el suelo, en el sentido de que el ahuecamiento del plano de la articulación superior sobresale fuertemente hacia el centro, el lado del cuerpo, mientras que el lado externo sobresale, mirando hacia afuera del cuerpo, es recto.
Además, hay una combinación única de doce características que no son únicas por sí mismas. La parte inferior de las vértebras de la cola media está fuertemente erosionada por la cantera que hace contacto con el galón. En las vértebras de la cola media, el cuerpo está inclinado en un ángulo de 30 ° con el plano vertical hacia atrás. En las vértebras de la cola media, la parte inferior del galón se ensancha mucho de adelante hacia atrás y está fuera del eje. En las vértebras de la cola media, la parte inferior del galón está ensanchada simétricamente y tiene forma de disco. En las vértebras más posteriores, la parte inferior del galón está ensanchada asimétricamente y tiene forma de bota. El tarso inferior interior es delgado, rectangular, en forma de placa, ondulado y muestra una ranura en la superficie superior que va de adelante hacia atrás entre un canal en el frente y un canal en la parte posterior. El extremo inferior de la primera curva del metatarsiano está ubicado atrás y adentro con respecto al eje del segundo metatarsiano. El primer dedo del pie se mide de adelante hacia atrás y tiene un ancho relativamente estrecho, ya que tanto el extremo inferior del primer hueso metatarsiano como la parte superior de la primera falange desde el frente hacia atrás solo tienen la mitad de la dimensión correspondiente en el segundo dígito. El primer falta del primer dedo del pie es asimétrico desde arriba, cuando se piensa que la falange es plana en el suelo, en el sentido de que el hueco de la superficie de la articulación superior sobresale fuertemente hacia el centro, el lado del cuerpo, mientras que el lado externo, Apartado del cuerpo, es recto. La parte posterior del segundo metatarsiano está estrechada transversalmente a la mitad de la dimensión correspondiente en el tercer metatarsiano. En el plano articular superior, el segundo metatarsiano tiene un perfil en forma de media luna, convexo en el interior y hueco en el exterior. En el plano articular superior, el segundo metatarsiano tiene un perfil en forma de ojo de cerradura, con una constricción.
El número exacto de vértebras de la cola es desconocido. Los descriptores consideraron poco probable que la 38 sea la última, aunque debe estar cerca del final de la cola. Pensaron que a lo sumo estarían diez vértebras más pequeñas y que el total era, por lo tanto, casi seguramente inferior a 50.
En Diluvicursor, la base de la cola es notablemente baja y ancha. Las protuberancias espinas son más bajas aquí que en cualquier otro euornitópodos conocido. Además, se inclinan fuertemente hacia atrás. Brotan en la parte posterior de un arco vertebral muy bajo y, por lo tanto, cuelgan sobre la vértebra subyacente. El hecho de que sean bajos no significa que sean muy cortos, de hecho, son bastante alargados y en forma de lengua en vista lateral. Por lo tanto, la escasa altura es causada en gran medida por una fuerte inclinación. La situación es similar a la de Valdosaurus, aunque las proyecciones son más largas y menos inclinadas. El arco vertebral bajo también conduce a las proyecciones de la articulación frontal, únicas en Dinosauria, más orientadas en diagonal sobre el canal espinal. Su cresta cruzada de conexión se ubica a la altura de las crestas entre las proyecciones conjuntas delanteras y el cuerpo. Estas crestas tienen una protuberancia combinado adelante se asemeja al zigosfeno de los Lepidosauromorpha que tienen las proyecciones conjuntos secundarios mirando hacia adelante con la punta. A diferencia de ese grupo, sin embargo, falta una cavidad, un zigantro, en la parte posterior de la vértebra delantera para recuperar ese punto y la estructura no puede considerarse homóloga. Las últimas vértebras de la cola conservadas tienen una punta en forma de V con un hueco en la vértebra frontal. No se sabe hasta qué punto ese punto se extiende hacia abajo sobre la faceta de la articulación. Los puntos juntos forman un patrón de espiga. Este sistema debe haber endurecido la punta de la cola y es único en los Dinosauria. Quizás fue una alternativa al uso de tendones doblados. Las mismas vértebras también tienen surcos de neblina muy profundos. Los tendones conectados solo se encuentran en las vértebras de la cola delantera. Por lo tanto, no es el caso que toda la cola estuviera encapsulada en una "canasta" de alambres para las piernas.
La parte inferior de la pierna tiene la forma ancha típica de los euornitópodos, aunque la postura interna de la pierna de la tibia en la espalda está algo más desarrollada. En consecuencia, el borde trasero redondeado de la tibia es bastante delgado en este punto. Hay dos tarsales inferiores. El pie medio tiene la forma original de los Euornithopoda. El quinto hueso metatarsiano todavía está presente como una férula en la pierna y el primer dedo del pie tiene dos piernas, aunque delgadas. El primer quinto dígito está completamente detrás de los elementos centrales y la parte media del pie tiene una forma compacta de cilindro. La parte media del pie forma un ángulo de 30° con la parte inferior de la pierna biselando la superficie superior. Tanto el primer como el quinto metatarsiano todavía contribuyen a la superficie superior. Dentro de Ornithischia, esta condición solo es conocida entre los Stegosauria.

## Descubrimiento e investigación

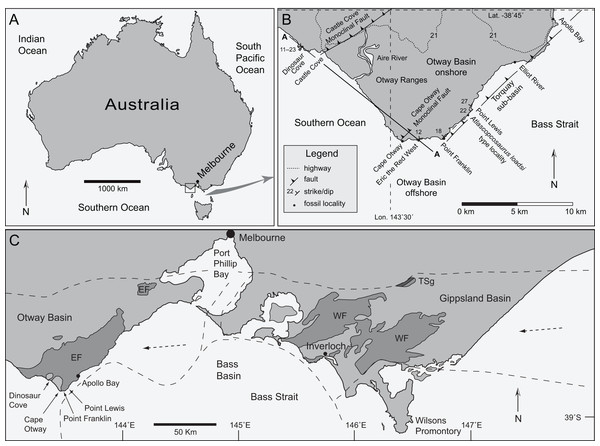
Mapa mostrando la localización de la Formación Eumeralla (EF en C) y las localidades dentro de la formación (B).

Los restos de Diluvicursor fueron descubiertos en 2005 en la formación Eumeralla, la cual data del inicio de la época del Albiense, en Victoria al sureste de Australia en la playa de Cape Otway, cerca de la muy excavada localidad de Dinosaur Cove, en la cual se habían descubierto con anterioridad los restos de varios otros ornitisquios, junto con restos de otras especies. El por entonces nuevo depósito fue nombrado como la "arenisca Eric the Red West" (ETRW). El hallazgo fue reportado en 2009 en la literatura científica por Thomas Rich y colaboradores.

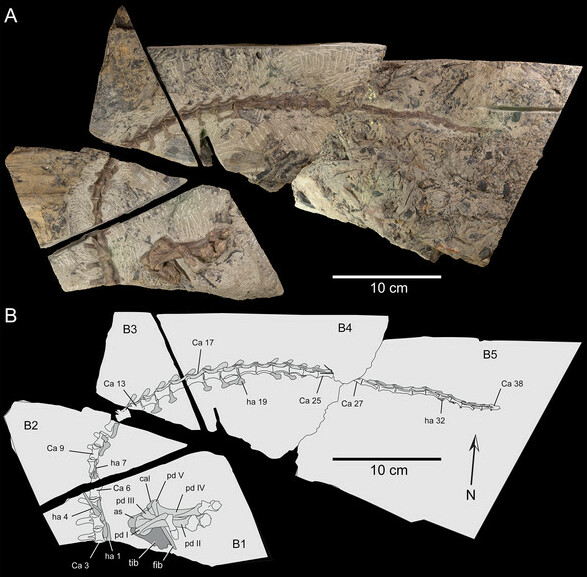
El espécimen tipo, preservando la cola parcial y la pata trasera.

El holotipo, NMV P221080, consiste una cola casi completa y articulada a la que solo le faltan la primera, segunda y duodécima vértebras caudales, y partes de la pata trasera derecha: el extremo inferior de la tibia y el peroné, los huesos del tobillo completos, el metatarsiano, el primer dedo del pie y las primeras falanges del segundo, tercer y cuarto dedos. El material se preservó en una losa de piedra, el cual se piensa que se depositó en un río profundo cuando el cadáver quedó capturado en una trampa de restos de plantas en un tocón de un árbol aún de pie. Representa un individuo juvenil. El espécimen NMV P229456, una vértebra parcial de la cola de un individuo mayor, hallado cerca en el mismo depósito, fue también referido a este taxón. Los especímenes fueron descritos y nombrados digitalmente, a través del uso del registro en ZooBank, en enero de 2018, en un estudio en el cual también se investigó la sedimentología, tafonomía, paleoecología y estratigrafía de la localidad.
El holotipo, NMV P221080 consiste en un esqueleto sin cráneo, sobre una placa de piedra del que se preservan la cola hasta e incluyendo 38 vértebras de la cola sin las dos primeras vértebras de la cola y la 12 de la vértebra, y una parte de la pierna inferior derecha, incluidos los bordes inferiores de la tibia y el hueso de la pantorrilla, todos los huesos del tobillo, la parte media del pie, el primer dedo del pie, la primera falange de los dedos segundo, tercero y cuarto y la segunda falange del cuarto dedo. La cola está conectada y la parte inferior de la pierna está más o menos en una posición natural, que está más lejos en la placa de piedra, al lado de la base de la cola. Es un animal joven. El espécimen NMV P229456, un pedazo de vértebra de la cola de un individuo mucho más grande, se ha encontrado en la especie en la misma ubicación. Diluvicursor podría ser idéntico a Atlascopcosaurus , encontrado en la misma formación, pero una vértebra desviada de la cola, NMV P228342, muestra que al menos dos Ornithischia estaban presentes en el lugar.
La arenisca habría sido depositada por una corriente considerable, un río serpenteante con un ancho de un kilómetro y una profundidad de veinticinco metros. El cadáver habría sido arrastrado por la corriente y rápidamente depositado en una gruesa capa de lodo. Cerca de la carcasa se encuentran troncos de los árboles en la roca y el animal se habría enredado en ellos. El esqueleto probablemente fue bastante completo al principio y quedó reducido a su estado actual por la erosión moderna.

### Etimología
El nombre del género de este taxón se deriva del latín diluvi~, que significa "diluvio" o "inundación", el cual fue escogido en referencia al hecho de que el espécimen tipo fue depositado en un río de alta energía y que la especie habría vivido en una planicie inundable prehistórica, y la palabra latina cursor, la cual significa "corredor". El nombre de la especie, pickeringi es en honor de David A. Pickering, quien realizó notables contribuciones a la paleontología en Australia, y falleció por la época en que se realizaba la preparación del estudio.

## Clasificación
Diluvicursor en un análisis cladístico básicamente cae en Cerapoda. Debido a que solo están presentes la cola y la pata trasera el análisis tiene una pobre resolución, en la que la especie estaba en politomia o "peine" junto con un gran número de otras especies con las que no se puede establecer claramente sus relaciones. La ubicación entre los Euornithopoda fue, por lo tanto, considerada por los descriptores como tentativa. La aplicación del método comparativo tradicional sugiere una relación con Anabisetia, Gasparinisaura, la familia Dryosauridae y tal vez un dinosaurio de la Antártida, tan cerca de Australia en esa época, Morrosaurus.

## Paleobiología
Diluvicursor era probablemente un comedor de plantas. El hábitat ha sido minuciosamente investigado en los años anteriores. La fauna encontrada incluye peces, tortugas, plesiosaurios, pterosaurios, mamíferos, Theropoda y otros Ornithischia. La mayoría de ellos aún no habían sido descritos en 2017. El paisaje de Eric The Red West debe haber sido mucho más grande que el de Dinosaur Cove previamente excavado. Un enorme río serpenteaba a través de un canal de diez kilómetros de ancho que estaba parcialmente cubierto por gigantes de bosques centenarios con un diámetro de un metro. La mayoría de los árboles eran coníferas pertenecientes a las Araucariaceae, como Agathis y Araucaria, Podocarpaceae o Cupressaceae. El pequeño Diluvicursor no comía nada de esto, sino plantas de una vegetación más baja consistente en Pteridophyta, Hepaticae, Lycopsida, Cycadophyta, Bennettitales y los tan típicos Taeniopteridae. Los meandros del río deben haber creado una rica variedad de zonas de vegetación en el que las plantas de rápido crecimiento cubrían nuevos espacios abiertos llenos de modo que un jugoso forraje siempre estaba disponible para los pequeños dinosaurios. Eso explicaría porqué Diluvicursor es más grande que los ornistisquios más recientes de Dinosaur Cove.

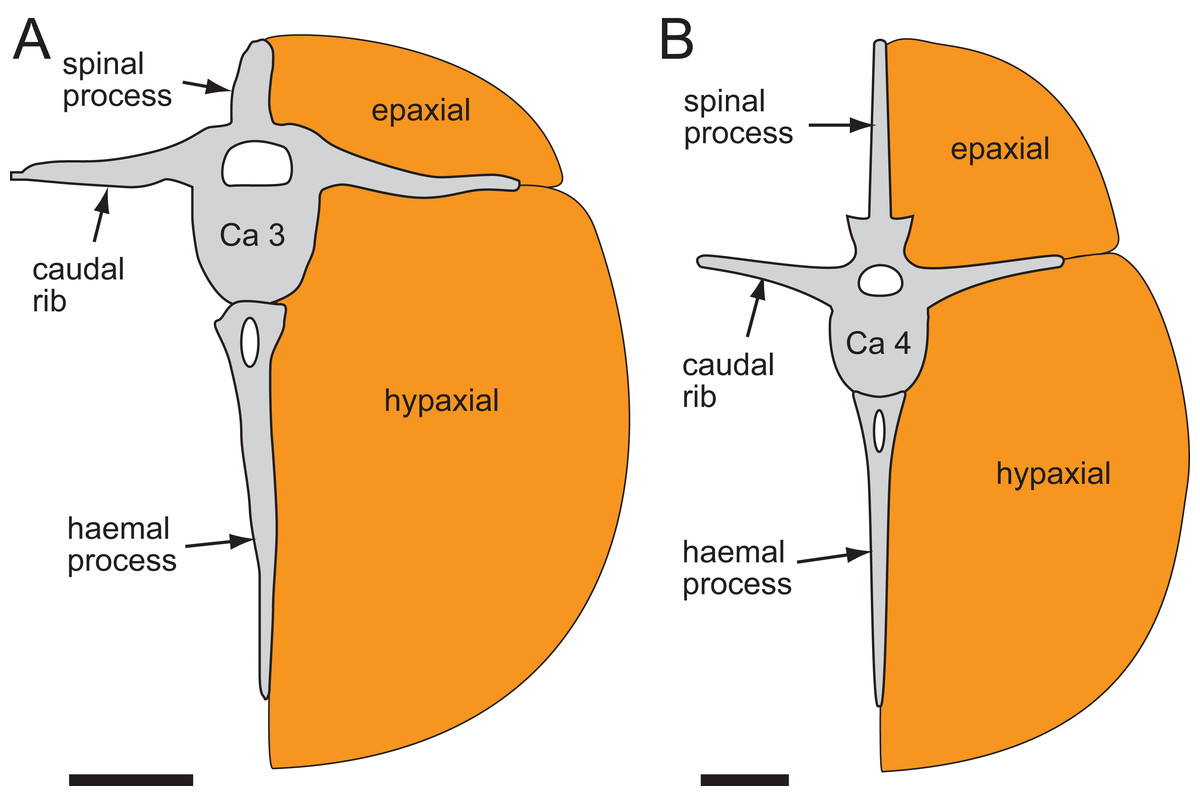
Sección transversal de los músculos de la cola (izquierda) en comparación con los de Hypsilophodon (derecha).

La base de la cola baja indica una forma especial de movimiento. Los músculos epiaxiales en las proyecciones laterales tales como los músculos dorsales caudales, también debe haber sido considerablemente más bajos debido a las bajas apófisis espinosas que los músculos hipaxiales bajo las proyecciones secundarios tales como el músculo recto abdominal, el músculo ilio-isquiocaudal, el músculo transversal perineal y el músculo largo caudofemoral. Esto es similar a la situación vista en Ajancingenia yanshini. En contraste, los músculos de ambos grupos son más anchos de lo normal. Sin embargo, no está claro cuáles son exactamente las consecuencias de esto. El ensanchamiento probablemente condujo a una mejor capacidad para caminar porque la masa muscular aumentada podría empujar el fémur hacia atrás con más fuerza.